# Tipula (Lunatipula) acudens
Tipula (Lunatipula) acudens is een tweevleugelige uit de familie langpootmuggen (Tipulidae). De soort komt voor in het Palearctisch gebied.